# 坂井真樹
坂井 真樹または坂井 眞樹（さかい まさき、1956年（昭和31年）- ）は、日本の農林水産官僚、外交官。2014年（平成26年）4月15日からミクロネシア連邦駐箚特命全権大使。

## 経歴・人物
東京都出身。1981年（昭和56年）東京大学経済学部を卒業して、農林水産省に入省する。
1998年（平成10年）在アメリカ合衆国日本国大使館参事官、2001年（平成13年）農林水産省総合食料局国際調整課長、2004年（平成16年）農水省消費・安全局消費・安全政策課長、2005年（平成17年）水産庁漁政部企画課長、同漁政部漁政課長、内閣官房内閣審議官、農水省政策評価審議官などを経て、2011年8月農水省国際部長、2013年（平成25年）4月農水省統計部長。2014年（平成26年）4月15日から2016年（平成28年）4月19日までミクロネシア連邦駐箚特命全権大使兼マーシャル諸島駐箚特命全権大使。2015年（平成27年）にマーシャル諸島駐箚を解かれ、重慶総領事の光岡英行と代わった。

## 同期
- 石田祐二（林野庁青森事務所長）
- 井上龍子（農林水産技術会議事務局総務課長・農水省大臣官房国際部国際協力課長）
- 梶島達也（農水省総合食料局食料企画課長・林野庁林政部木材利用課長）
- 嘉多山茂（農水省消費・安全局消費・安全政策課長・消費・安全局農産安全管理課長）
- 小風茂（農水省大臣官房審議官・農水省消費・安全局総務課長）
- 鈴木信哉（14年森林総合研究所理事・12年中部森林管理局長）